# Wolfhardt Andrä
Wolfhardt Andrä (* 23. Juli 1914 in Gera; † 24. Mai 1996 in Stuttgart) war ein deutscher Bauingenieur. Mit Fritz Leonhardt gründete er 1953 das Ingenieurbüro Leonhardt und Andrä (später Leonhardt, Andrä und Partner, LAP) in Stuttgart, das mit zahlreichen innovativen Brückenprojekten wie Schrägseilbrücken, Hochhäusern und Fernsehtürmen eines der bekanntesten Ingenieurbüros Deutschlands wurde.

## Leben
Andrä studierte ab 1934 Bauingenieurwesen an der TH Stuttgart und der TH München mit dem Abschluss 1939. Danach war er am Bau der Rheinbrücke Köln-Rodenkirchen unter Fritz Leonhardt beteiligt. 1941 zog er nach München. Bald nach Kriegsende trat er in das Ingenieurbüro von Leonhardt ein. Zusammen mit Leonhardt publizierte Andrä 1949/1950 ein Buch über die Theorie des Trägerrostes, das Hellmut Homberg als Plagiat seiner kurz zuvor im Selbstverlag veröffentlichten Theorie bezeichnete und gerichtlich gegen Leonhardt und Andrä vorging – letztlich ohne Erfolg.
Mit Leonhardt hielt er Patente auf Verankerungskonstruktionen bei Spannbeton. Er war unter anderem mit LAP an der Alsterschwimmhalle und dem Finnlandhaus in Hamburg beteiligt.
Er wurde 1963 an der TH Stuttgart mit einem Beitrag zur Berechnung zweistegiger Plattenbalken mit veränderlichem Querschnitt bei Torsionsbelastung zum Dr.-Ing. promoviert.
Sein Sohn Hans-Peter Andrä (* 1948) war später als Nachfolger seines Vaters geschäftsführender Gesellschafter von Leonhardt, Andrä und Partner (LAP).

## Schriften
- mit Leonhardt: Die Trägerrostberechnung. Stuttgart 1949
- mit Leonhardt: Die vereinfachte Trägerrostberechnung. J. Hoffmann 1950
- mit Wilhelm Zellner:  Zugglieder aus Paralleldrahtbündeln und ihre Verankerung bei hoher Dauerschwellbeanspruchung. In: Bautechnik, Band 46, 1969, Nr. 8, S. 263–268, 309–315
- mit R. Saul: Versuch mit Bündeln aus parallelen Drähten und Litzen für die Nordbrücke Mannheim-Ludwigshafen und das Zeltdach in München. In: Bautechnik, Band 51, 1974, S. 289–298, 332–340, 371–373